# Teodoro Cardenal Fernández
Teodoro Cardenal Fernández (* 20. Oktober 1916 in Pesquera de Duero, Provinz Valladolid; † 17. Oktober 2006) war ein spanischer Geistlicher, römisch-katholischer Bischof von Osma-Soria und Erzbischof von Burgos.

## Leben
Teodoro Cardenal Fernández empfing am 25. Mai 1941 das Sakrament der Priesterweihe und wurde am 1. Dezember 1969 als Nachfolger von Saturnino Rubio y Montiél zum Bischof von Osma-Soria ernannt. Dort empfing er am 25. Januar 1970 die Bischofsweihe durch den Erzbischof von Toledo Vicente Kardinal Enrique y Tarancón, an der der Erzbischof von Oviedo Gabino Díaz Merchán sowie der damalige Erzbischof von Burgos Segundo García de la Sierra y Méndez als Co-Konsekratoren teilnahmen.
Am 19. Oktober 1983 wurde Cardenal Fernández schließlich selbst als Nachfolger von Segundo García de la Sierra y Méndez zum Erzbischof von Burgos ernannt und bekleidete dieses Amt bis zu seinem Rücktritt am 30. Oktober 1992, woraufhin Santiago Martínez Acebes zu seinem Nachfolger berufen wurde. Während dieser Zeit nahm er als Co-Konsekrator an den Bischofsweihen von José Diéguez Reboredo zum neuen Bischof von Osma-Soria am 1. September 1984 sowie von Braulio Rodríguez Plaza teil, der am 6. November 1987 ebenfalls zum Bischof von Osma-Soria geweiht wurde.